# Cotesia langei
Cotesia langei är en stekelart som först beskrevs av Muesebeck 1938.  Cotesia langei ingår i släktet Cotesia och familjen bracksteklar. Inga underarter finns listade i Catalogue of Life.